# Canton de Quercy-Rouergue
Le canton de Quercy-Rouergue est une circonscription électorale française du département de Tarn-et-Garonne.

## Histoire
Un nouveau découpage territorial de Tarn-et-Garonne entre en vigueur à l'occasion des premières élections départementales suivant le décret du 27 février 2014. Les conseillers départementaux sont, à compter de ces élections, élus au scrutin majoritaire binominal mixte. Les électeurs de chaque canton élisent au Conseil départemental, nouvelle appellation du Conseil général, deux membres de sexe différent, qui se présentent en binôme de candidats. Les conseillers départementaux sont élus pour 6 ans au scrutin binominal majoritaire à deux tours, l'accès au second tour nécessitant 12,5 % des inscrits au 1er tour. En outre la totalité des conseillers départementaux est renouvelée. Ce nouveau mode de scrutin nécessite un redécoupage des cantons dont le nombre est divisé par deux avec arrondi à l'unité impaire supérieure si ce nombre n'est pas entier impair, assorti de conditions de seuils minimaux. En Tarn-et-Garonne, le nombre de cantons passe ainsi de 30 à 15.
Le canton de Quercy-Rouergue est formé de communes des anciens cantons de Saint-Antonin-Noble-Val (9 communes), de Caylus (7 communes), de Caussade (6 communes) et de Montpezat-de-Quercy (3 communes). Il est entièrement inclus dans l'arrondissement de Montauban. Le bureau centralisateur est situé à Septfonds.

## Représentation
| Période élective | Période élective | Mandat | Mandat   | Identité        | Nuance | Nuance | Qualité |
| ---------------- | ---------------- | ------ | -------- | --------------- | ------ | ------ | --- |
| 2015             | 2021             | 2015   | 2021     | Monique Ferrero |        | LR     | Directrice des Gîtes de France en Tarn-et-Garonne Ancien maire de Monteils                                      |
| 2015             | 2021             | 2015   | 2021     | Léopold Viguié  |        | DVD    | Agriculteur retraité Ancien maire de Lacapelle-Livron Ancien conseiller général du Canton de Caylus (1988-2015) |
| 2021             | 2028             | 2021   | en cours | Emmanuel Cros   |        | DVG    | Gestionnaire technique du bâtiment, maire de Laguépie, 6ème Vice-Président du conseil départemental             |
| 2021             | 2028             | 2021   | en cours | Nadine Sinopoli |        | DVG    | Bénévole associative, maire de Septfonds                                                                        |

### Résultats détaillés

#### Élections de mars 2015
À l'issue du 1er tour des élections départementales de 2015, deux binômes sont en ballottage : Monique Ferrero et Léopold Viguié (DVD, 23,22 %) et Anne Philippe et Jacques Tabarly (PRG, 21,74 %). Le taux de participation est de 61,27 % (6 557 votants sur 10 702 inscrits) contre 58,89 % au niveau départemental et 50,17 % au niveau national.
Au second tour, Monique Ferrero et Léopold Viguié (DVD) sont élus avec 53,08 % des suffrages exprimés et un taux de participation de 58,77 % (3 003 voix pour 6 290 votants et 10 702 inscrits).

#### Élections de juin 2021
Le premier tour des élections départementales de 2021 est marqué par un très faible taux de participation (33,26 % au niveau national). Dans le canton de Quercy-Rouergue, ce taux de participation est de 46,24 % (4 959 votants sur 10 724 inscrits) contre 40,22 % au niveau départemental. À l'issue de ce premier tour, deux binômes sont en ballottage : Emmanuel Cros et Nadine Sinopoli (DVG, 27,48 %) et Alain Iches et Chantal Musard (DVD, 22,63 %).
Le second tour des élections est marqué une nouvelle fois par une abstention massive équivalente au premier tour. Les taux de participation sont de 34,36 % au niveau national, 41,75 % dans le département et 48,05 % dans le canton de Quercy-Rouergue. Emmanuel Cros et Nadine Sinopoli (DVG) sont élus avec 55,94 % des suffrages exprimés (2 635 voix pour 5 201 votants et 10 824 inscrits),,.

## Composition
Le canton de Quercy-Rouergue comprend vingt-cinq communes entières.
| Nom                               | Code Insee | Intercommunalité                                 | Superficie (km2) | Population (dernière pop. légale) | Densité (hab./km2) | Modifier                                    |
| --------------------------------- | ---------- | ------------------------------------------------ | ---------------- | --------------------------------- | ------------------ | ------------------------------------------- |
| Septfonds (bureau centralisateur) | 82179      | CC du Quercy Caussadais                          | 27,05            | 2 254 (2022)                      | 83                 | modifier les données · modifier les données |
| Castanet                          | 82029      | CC du Quercy Rouergue et des Gorges de l'Aveyron | 22,07            | 275 (2022)                        | 12                 | modifier les données · modifier les données |
| Caylus                            | 82038      | CC du Quercy Rouergue et des Gorges de l'Aveyron | 97,45            | 1 463 (2022)                      | 15                 | modifier les données · modifier les données |
| Cayriech                          | 82040      | CC du Quercy Caussadais                          | 7,59             | 273 (2022)                        | 36                 | modifier les données · modifier les données |
| Cazals                            | 82041      | CC du Quercy Rouergue et des Gorges de l'Aveyron | 11,73            | 240 (2022)                        | 20                 | modifier les données · modifier les données |
| Espinas                           | 82056      | CC du Quercy Rouergue et des Gorges de l'Aveyron | 16,15            | 210 (2022)                        | 13                 | modifier les données · modifier les données |
| Féneyrols                         | 82061      | CC du Quercy Rouergue et des Gorges de l'Aveyron | 14,88            | 164 (2022)                        | 11                 | modifier les données · modifier les données |
| Ginals                            | 82069      | CC du Quercy Rouergue et des Gorges de l'Aveyron | 24,15            | 195 (2022)                        | 8,1                | modifier les données · modifier les données |
| Labastide-de-Penne                | 82078      | CC du Quercy Caussadais                          | 13,68            | 126 (2022)                        | 9,2                | modifier les données · modifier les données |
| Lacapelle-Livron                  | 82082      | CC du Quercy Rouergue et des Gorges de l'Aveyron | 13,79            | 207 (2022)                        | 15                 | modifier les données · modifier les données |
| Laguépie                          | 82088      | CC du Quercy Rouergue et des Gorges de l'Aveyron | 14,86            | 653 (2022)                        | 44                 | modifier les données · modifier les données |
| Lapenche                          | 82092      | CC du Quercy Caussadais                          | 8,11             | 282 (2022)                        | 35                 | modifier les données · modifier les données |
| Lavaurette                        | 82095      | CC du Quercy Caussadais                          | 13,63            | 214 (2022)                        | 16                 | modifier les données · modifier les données |
| Loze                              | 82100      | CC du Quercy Rouergue et des Gorges de l'Aveyron | 11,05            | 121 (2022)                        | 11                 | modifier les données · modifier les données |
| Monteils                          | 82126      | CC du Quercy Caussadais                          | 12,08            | 1 354 (2022)                      | 112                | modifier les données · modifier les données |
| Mouillac                          | 82133      | CC du Quercy Rouergue et des Gorges de l'Aveyron | 9,08             | 91 (2022)                         | 10                 | modifier les données · modifier les données |
| Parisot                           | 82137      | CC du Quercy Rouergue et des Gorges de l'Aveyron | 27,86            | 559 (2022)                        | 20                 | modifier les données · modifier les données |
| Puylagarde                        | 82147      | CC du Quercy Rouergue et des Gorges de l'Aveyron | 23,14            | 345 (2022)                        | 15                 | modifier les données · modifier les données |
| Puylaroque                        | 82148      | CC du Quercy Caussadais                          | 35,87            | 698 (2022)                        | 19                 | modifier les données · modifier les données |
| Saint-Antonin-Noble-Val           | 82155      | CC du Quercy Rouergue et des Gorges de l'Aveyron | 105,46           | 1 951 (2022)                      | 18                 | modifier les données · modifier les données |
| Saint-Cirq                        | 82159      | CC du Quercy Caussadais                          | 15,96            | 569 (2022)                        | 36                 | modifier les données · modifier les données |
| Saint-Georges                     | 82162      | CC du Quercy Caussadais                          | 9,09             | 271 (2022)                        | 30                 | modifier les données · modifier les données |
| Saint-Projet                      | 82172      | CC du Quercy Rouergue et des Gorges de l'Aveyron | 26,14            | 288 (2022)                        | 11                 | modifier les données · modifier les données |
| Varen                             | 82187      | CC du Quercy Rouergue et des Gorges de l'Aveyron | 23,13            | 646 (2022)                        | 28                 | modifier les données · modifier les données |
| Verfeil                           | 82191      | CC du Quercy Rouergue et des Gorges de l'Aveyron | 18,46            | 406 (2022)                        | 22                 | modifier les données · modifier les données |
| Canton de Quercy-Rouergue         | 8212       |                                                  | 602,46           | 13 855 (2022)                     | 23                 | modifier les données                        |

## Démographie
En 2022, le canton comptait 13 855 habitants, en évolution de +1,96 % par rapport à 2016 (Tarn-et-Garonne : +3,12 %, France hors Mayotte : +2,11 %).
| 2013   | 2018   | 2022   |
| ------ | ------ | ------ |
| 13 533 | 13 656 | 13 855 |